# Gniebing-Weißenbach
Gniebing-Weißenbach is een voormalige gemeente in de Oostenrijkse deelstaat Stiermarken. Ze bestond uit de plaatsen (ortschaften) Gniebing, Oberweißenbach, Paurach en Unterweißenbach. 
De gemeente telde in 2013 2204 inwoners en behoorde tot 2013 tot het district Feldbach en vervolgens tot Südoststeiermark. In 2015 ging ze bij een herindeling, samen met Auersbach, Gossendorf, Leitersdorf i. Raabtal, Mühldorf bei Feldbach en Raabau, op in de stadsgemeente Feldbach.
Bad Gleichenberg · Bad Radkersburg · Deutsch Goritz · Edelsbach bei Feldbach · Eichkögl · Fehring · Feldbach · Gnas · Halbenrain · Jagerberg · Kapfenstein · Kirchbach-Zerlach · Kirchberg an der Raab · Klöch · Mettersdorf am Saßbach · Mureck · Paldau · Pirching am Traubenberg · Riegersburg · Sankt Anna am Aigen · Sankt Peter am Ottersbach · Sankt Stefan im Rosental · Straden · Tieschen · Unterlamm
- Gemeinsame Normdatei: 7749411-8
- Virtual International Authority File: 245306686
- WorldCat: E39PBJwdfrXbcG34pgGPhYwgrq